# Župnija Sv. Peter na Kristan Vrhu
Župnija Sv. Peter na Kristan vrhu je rimskokatoliška teritorialna župnija dekanije Rogatec škofije Celje.
Do 7. aprila 2006, ko je bila ustanovljena škofija Celje, je bila župnija del kozjanskega naddekanata škofije Maribor.
Župnijska cerkev je cerkev sv. Petra